# Виктор Калев
Виктор Нанков Калев е български актьор, роден в Златоград.
През 1994 г. завършва ВИТИЗ „Кръстьо Сарафов“ със специалност актьорско майсторство за драматичен театър в класа на професор Здравко Митков. Първоначално работи в Каналето. От 2004 г. до 2015 г. е в екипа на „Шоуто на Слави“. През 2017 г. е жури на „Като две капки вода“. През 2020 г. е гост-детектив в „Маскираният певец“. През 2022 г. е жури в „Звездите в нас“.

## Знаменити роли
- Петър Стоянов – Сатирично превъплъщение на бившия президент Петър Стоянов
- Симеон Сакскобургготски – Сатирично превъплъщение на Симеон Сакскобургготски
- Лили Иванова – Сатирично превъплъщение на Лили Иванова
- Росица Кирилова – Сатирично превъплъщение на Росица Кирилова
- Кольо Фичката – Сатирично превъплъщение на строител
- Ранърса – Сатирично превъплъщение на затворник, известен с песента си „Баща ми е“.
- Росен Плевнелиев
- Саня Армутлиева
- Гугутка Заспалова
- Кичка Бодурова
- Антоанета Добрева – Нети
- Володя Стоянов
- Барак Обама
- Деса Поетеса
- Галя от дует Каризма
- Милко Калайджиев
- Роналдундьо – Дел Пеньо
- Дядо Шишарко
- Силвия Кацарова
- Виктор Удобното
- Софи Маринова
- Цветанка Ризова
- Пламен Орешарски

## Филмография
- Коледата е възможна (2001) – Панайот, съпруг на Светла
- Разбойници-коледари (2000), 6 серии – Койчо

## Дублаж
- Стюарт Литъл (2000) – Монти
- Стюарт Литъл 2 (2002) – Монти